# Mirotice (Bochov)
Mirotice (německy Miroditz) jsou malá vesnice, část města Bochov v okrese Karlovy Vary v Karlovarském kraji. Nachází se asi 5,5 kilometru jihozápadně od Bochova. Mirotice leží v katastrálním území Mirotice u Kozlova o rozloze 6,86 km².

## Název
Až do sedmnáctého století se vesnice jmenovala Miřetice. V písemných pramenech se název vesnice objevuje ve tvarech de Mirzieticz (1394), de Mirzeticz (1398), de Myrzyetycz (1399), de Mierzieticz (1400), von Mereticz (1442), z Mierzeticz (1495), Meretitz (1536), Miereticze (1581), na Merediczych (1600), na Miřeticích (1603), na Měroticích (1615), Meroditz (1785) a Miroditz nebo Miretitz (1847).

## Historie
První písemná zmínka o vesnici pochází z roku 1394, kdy zde zemřel zeman Pešek z Miřetic, který byl leníkem pánů z Rýzmburka na bochovském hradě. V letech 1442–1456 je uváděn Broum, předek vladyckého rodu Broumů z Miřetic. Mikuláš Broum byl v roce 1495 služebníkem Plavenských z Plavna. Teprve roku 1567 Jindřich starší Plavenský zrušil manské povinnosti mirotického panství, které v té době patřilo Hanušovi z Utenhofu. Roku 1567 vesnici získal Adam Steinsdorf ze Steinsdorfu, jehož potomci ji v roce 1624 prodali Juliu Jindřichovi Sasko-Lauenburskému, který ji připojil ke svému ostrovskému panství.

## Přírodní poměry
Oblast je intenzivně využívána k hospodaření jak v lesích tak na polích. Jih zaujímají pole a sever hospodářské lesy.

## Obyvatelstvo
Při sčítání lidu v roce 1921 zde žilo 175 obyvatel (z toho 86 mužů). Všichni byli německé národnosti a římskokatolického vyznání. Podle sčítání lidu z roku 1930 měla vesnice 194 obyvatel: tři Čechoslováky a 191 Němců. I tentokrát se všichni hlásili k římskokatolické církvi.
|                                                                 | 1869 | 1880 | 1890 | 1900 | 1910 | 1921 | 1930 | 1950 | 1961 | 1970 | 1980 | 1991 | 2001 | 2011 | 2021 |
| --------------------------------------------------------------- | ---- | ---- | ---- | ---- | ---- | ---- | ---- | ---- | ---- | ---- | ---- | ---- | ---- | ---- | ---- |
| Obyvatelé                                                       | 258  | 246  | 233  | 194  | 177  | 175  | 194  | 53   | 33   | 23   | 29   | 20   | 31   | 30   | 21   |
| Domy                                                            | 42   | 42   | 42   | 41   | 39   | 38   | 40   | 36   | —    | 5    | 7    | 8    | 9    | 10   | 11   |
| Počet domů z roku 1961 je zahrnut v domech místní části Kozlov. |      |      |      |      |      |      |      |      |      |      |      |      |      |      |      |

## Obecní správa
Při sčítání lidu v letech 1869–1950 Mirotice byly samostatnou obcí, se kterým patřily nejprve do okresu Žlutice, ale v roce 1950 v okrese Toužim. V letech 1961–1974 byly častí obce Kozlov v okrese Karlovy Vary. Od 1. ledna 1975 jsou částí města Bochov v okrese Karlovy Vary.

## Pamětihodnosti
Mirotická tvrz stávala na jižní straně poplužního dvora. Pod ní bývala kaple svatého Floriána z první poloviny devatenáctého století. Měla obdélný půdorys a trojboce uzavřený presbytář. Vstupní průčelí zdůrazňoval trojúhelníkový štít a interiér osvětlovala dvě půlkruhová okna v bočních stěnách. Ze střechy vybíhala zvonička s cibulovou střechou. Zbořena byla spolu s tvrzí po roce 1968.

## Galerie

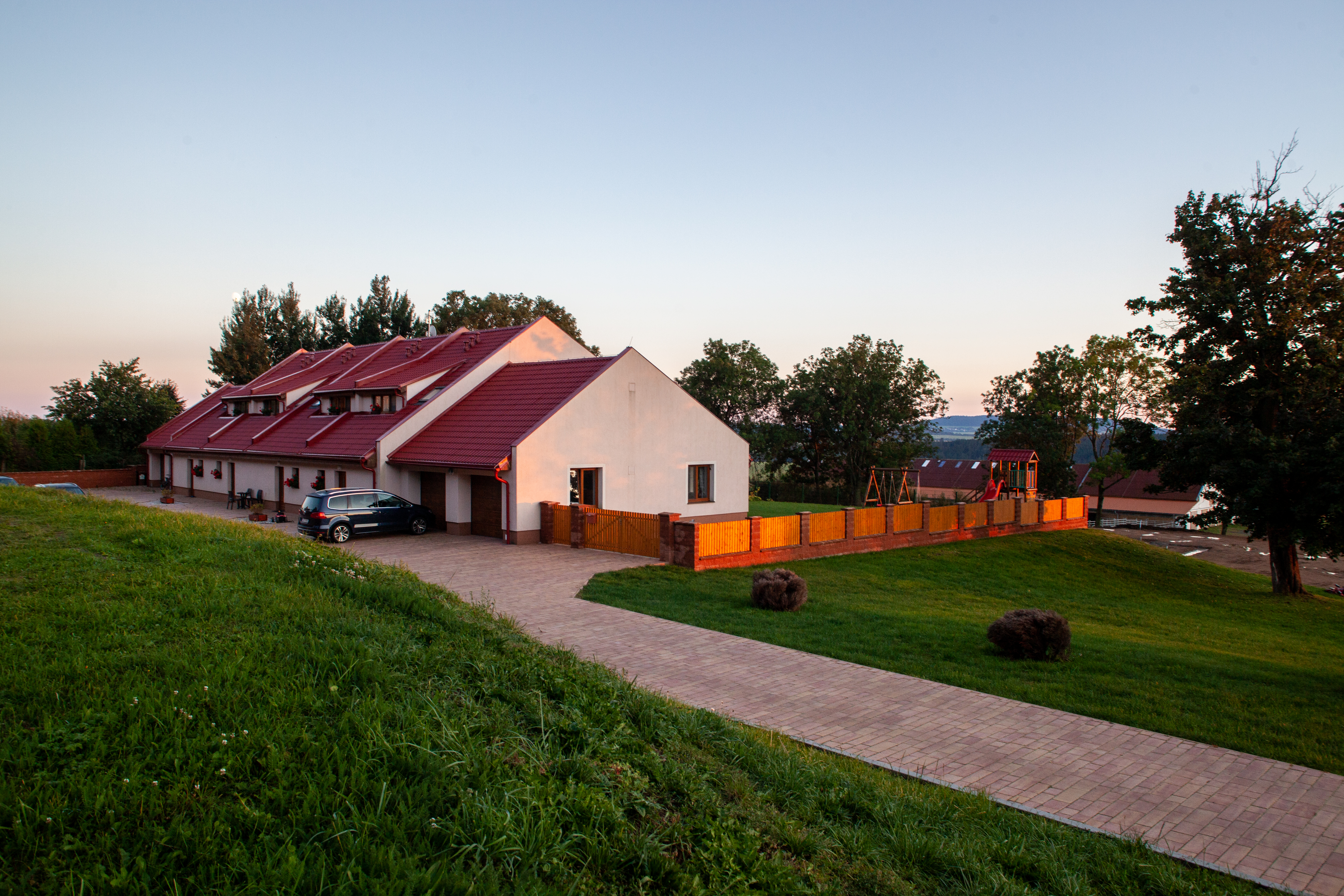
Dům (2020)
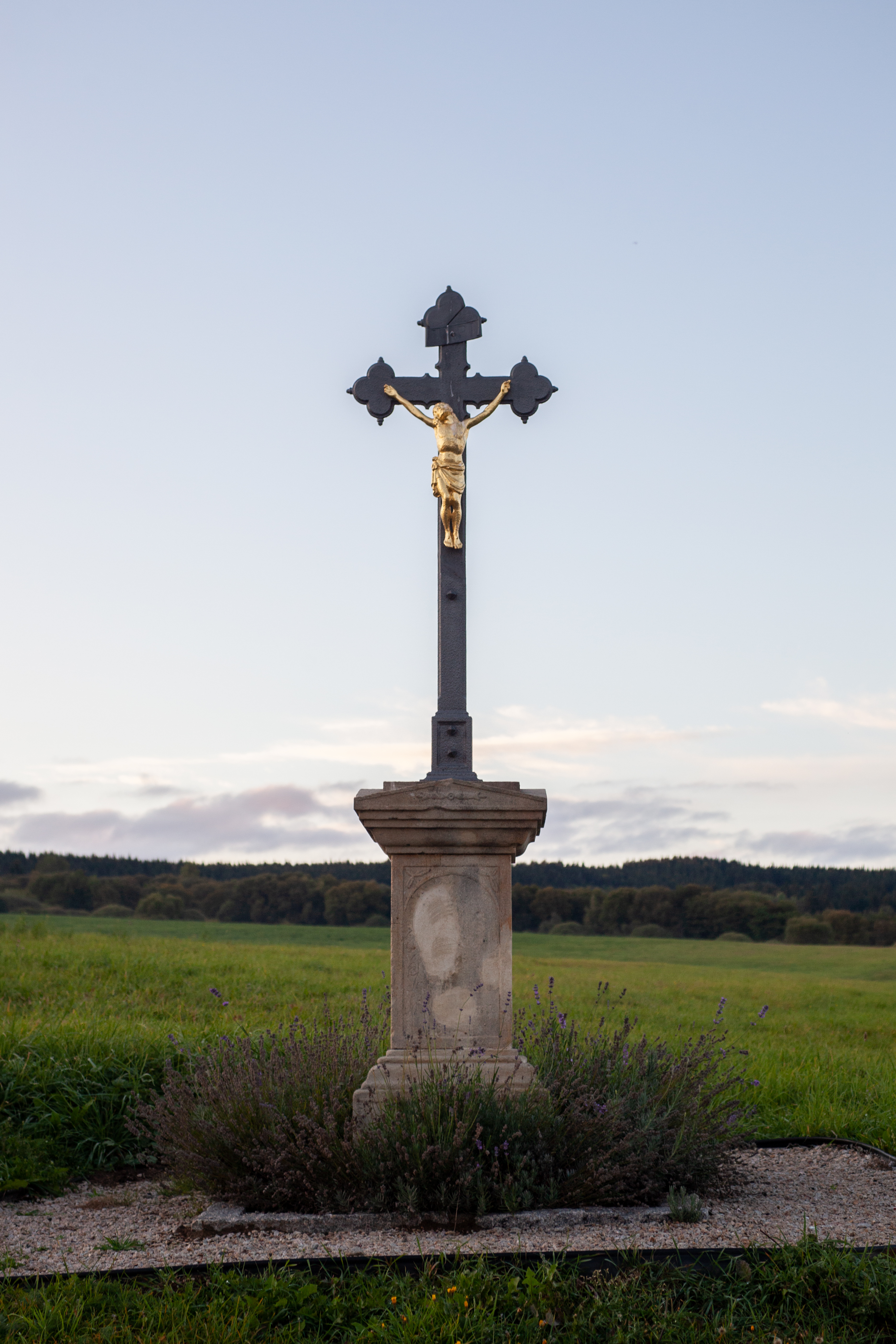
Křížek (2020)
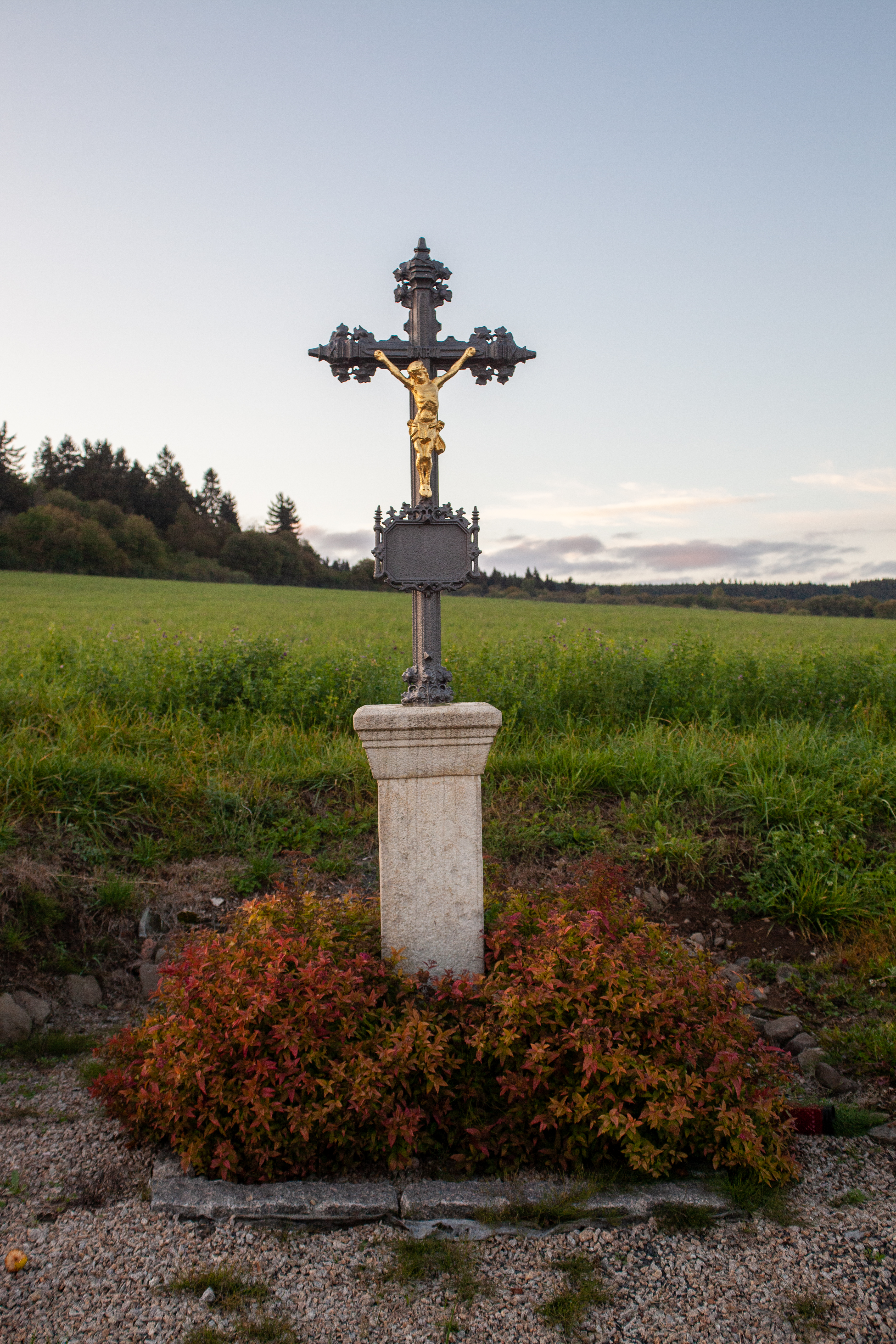
Křížek (2020)
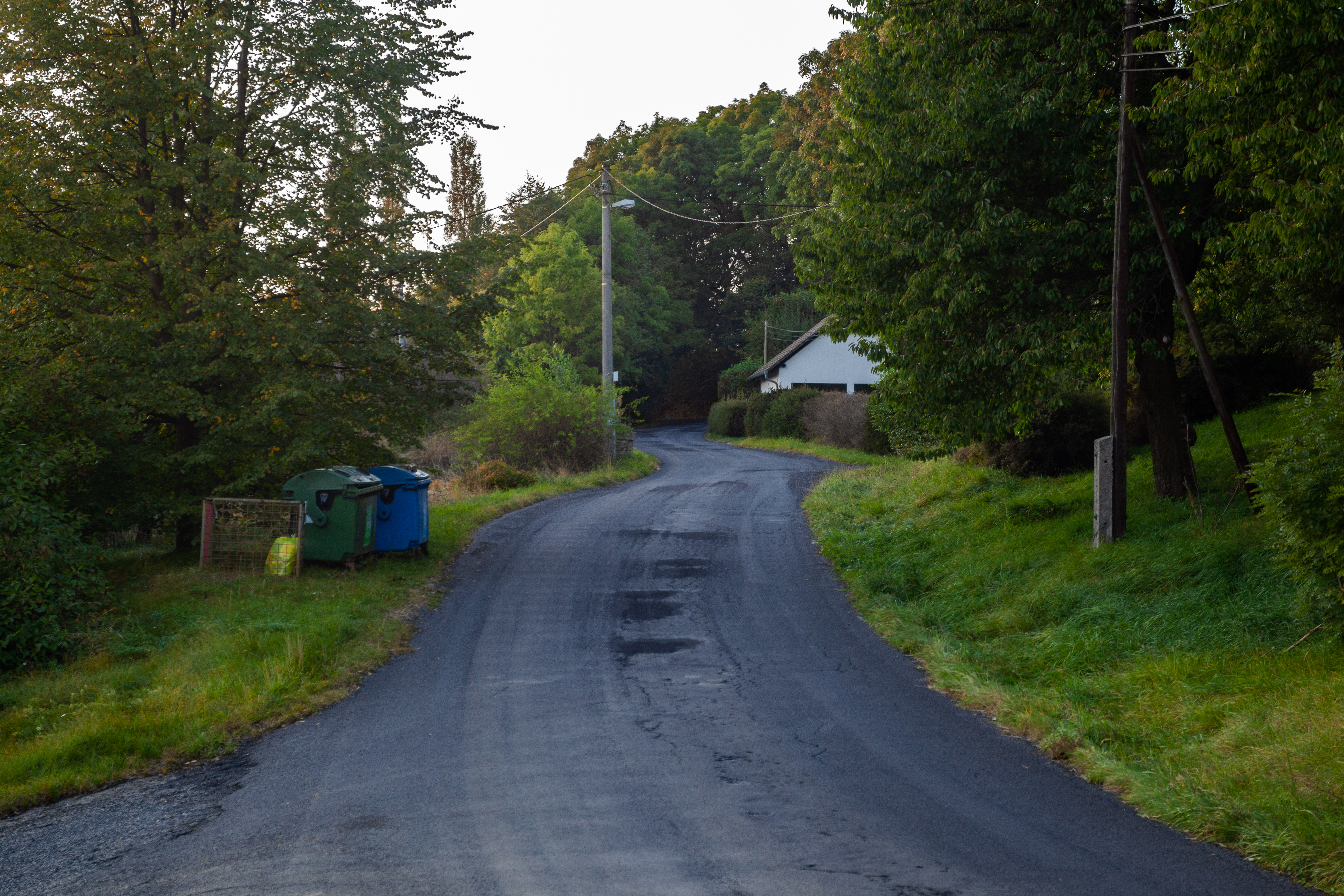
Silnice (2020)